# Líder de la Oposición (Granada)
El líder de la Oposición (en inglés: Leader of the Opposition), oficialmente líder de la Oposición de Su Majestad (en inglés: Leader of His Majesty's Opposition) es un cargo parlamentario oficial en Granada. Es usualmente el líder del partido político más grande en la Cámara de Representantes que no está en el gobierno. El líder de la oposición es designado por el Gobernador General de Granada después de las elecciones generales.
La actual líder de la oposición es Emmalin Pierre, líder del Nuevo Partido Nacional.

## Líderes de la Oposición
Lista de líderes de la Oposición desde la independencia de Granada.
| Número/Retrato/Nombre                                        | Número/Retrato/Nombre | Número/Retrato/Nombre      | Inicio del mandato     | Final del mandato      | Elección | Partido | Partido                            |
| ------------------------------------------------------------ | --------------------- | -------------------------- | ---------------------- | ---------------------- | -------- | ------- | ---------------------------------- |
| 1                                                            |                       | Herbert Blaize (1918-1989) | 7 de febrero de 1974   | 8 de diciembre de 1976 | 1972     |         | Partido Nacional de Granada        |
| 2                                                            |                       | Maurice Bishop (1944-1983) | 8 de diciembre de 1976 | 13 de marzo de 1979    | 1976     |         | Movimiento New Jewel               |
| Cargo vacante (13 de marzo de 1979 - 4 de diciembre de 1984) |                       |                            |                        |                        |          |         |                                    |
| 3                                                            |                       | Marcel Peters              | 4 de diciembre de 1984 | 18 de febrero de 1987  | 1984     |         | Partido Laborista Unido de Granada |
| 4                                                            |                       | Phinsley St Louis          | 18 de febrero de 1987  | 18 de octubre de 1987  | 1984     |         | Partido Nacional Democrático       |
| 5                                                            |                       | George Brizan (1942-2012)  | 18 de octubre de 1987  | 16 de marzo de 1990    | 1984     |         | Congreso Nacional Democrático      |
| 6                                                            |                       | Winnifred Strachan         | 16 de marzo de 1990    | 22 de junio de 1995    | 1990     |         | Partido Laborista Unido de Granada |
| (5)                                                          |                       | George Brizan (1942-2012)  | 22 de junio de 1995    | 18 de enero de 1999    | 1995     |         | Congreso Nacional Democrático      |
| Cargo vacante (19 de enero de 1999 - 2000)                   |                       |                            |                        |                        |          |         |                                    |
| 7                                                            |                       | Michael Baptiste           | 2000                   | 2 de diciembre de 2003 | 1999     |         | Partido Laborista Unido de Granada |
| 8                                                            |                       | Tillman Thomas (n. 1945)   | 2 de diciembre de 2003 | 9 de julio de 2008     | 2003     |         | Congreso Nacional Democrático      |
| 9                                                            |                       | Keith Mitchell (n. 1946)   | 9 de julio de 2008     | 20 de febrero de 2013  | 2008     |         | Nuevo Partido Nacional             |
| Cargo vacante (20 de febrero de 2013 - 24 de junio de 2022)  |                       |                            |                        |                        |          |         |                                    |
| 10                                                           |                       | Tobias Clement             | 14 de abril de 2020    | 24 de junio de 2022    | 2018     |         | Independiente                      |
| (9)                                                          |                       | Keith Mitchell (n. 1946)   | 24 de junio de 2022    | 21 de febrero de 2025  | 2022     |         | Nuevo Partido Nacional             |
| 11                                                           |                       | Emmalin Pierre (n. 1975)   | 21 de febrero de 2025  | En el cargo            | 2022     |         | Nuevo Partido Nacional             |